# 间硝基苯胺
间硝基苯胺，即3-硝基苯胺，是苯胺的苯环上的间位（3-位）被硝基取代形成的化合物。

## 性质
间硝基苯胺为黄色针状结晶或粉末。1g 间硝基苯胺可溶于 88ml 水，~20ml 乙醇，18ml 乙醚，11.5ml 甲醇。

## 制备
由硝基苯的混酸硝化得到间二硝基苯，经亚硫酸精制，再用多硫化钠（由硫磺和硫化钠配制）将其中一个硝基还原而得。

## 用途
用作化学试剂，染料的合成中间体。可用作冰染染料橙色基R和制取色酚AS-BS。